# Samsung Galaxy A32 5G
De Samsung Galaxy A32 5G is een middenmodel smartphone van Samsung. Het model is in 2021 uitgekomen samen met de Galaxy A22 5G, Galaxy A12, Galaxy A02s en Galaxy A52 5G en A52s 5G.

## Specificaties
De smartphone heeft een octa-core processor en een aanraakscherm met een diameter van 16,5 cm. Er is keuze tussen 64 of 128 gigabyte (GB) opslag en 4, 6 of 8 GB werkgeheugen. De opslagruimte is uit te breiden met een microSD-kaart van maximaal één terabyte. De telefoon heeft vier camera's aan de achterkant. De resolutie van de hoofdcamera is 48 megapixel, de ultragroothoekcamera is 8 megapixel, de macrocamera is 5 megapixel en de dieptecamera is 2 megapixel. De resolutie van de frontcamera is 13 megapixels. De ingebouwde accu heeft een capaciteit van 5.000 mAh en ondersteunt snelladen tot 15W. De vingerafdruksensor is aan de zijkant van het toestel geplaatst. Het besturingssysteem is Android 11 "Red Velvet Cake" en de gebruikersinterface is One UI 3.0.